# Azul y Blanco (1914)
Azul y Blanco fue un periódico semanal de política publicado en Tegucigalpa, Honduras. El periódico fue fundado en 1914. Su primer redactor jefe era Vidal Mejía que fue designado al puesto en 1915.
Azul y Blanco era impreso en la imprenta El Sol ubicada en Comayagüela.